# Santiago Vergini
Santiago Vergini (ur. 3 sierpnia 1988 w Máximo Paz) – argentyński piłkarz występujący na pozycji obrońcy w argentyńskim klubie Boca Juniors. Wychowanek Vélez Sarsfield, w swojej karierze grał także w takich zespołach jak Olimpia, Hellas Werona, Newell’s Old Boys, Estudiantes, Sunderland oraz Getafe CF. Były reprezentant Argentyny.